# Scarabaeus gangeticus
Scarabaeus gangeticus är en skalbaggsart som beskrevs av François Louis Nompar de Caumont de Laporte 1840. Scarabaeus gangeticus ingår i släktet Scarabaeus och familjen bladhorningar. Inga underarter finns listade i Catalogue of Life.

## Bildgalleri

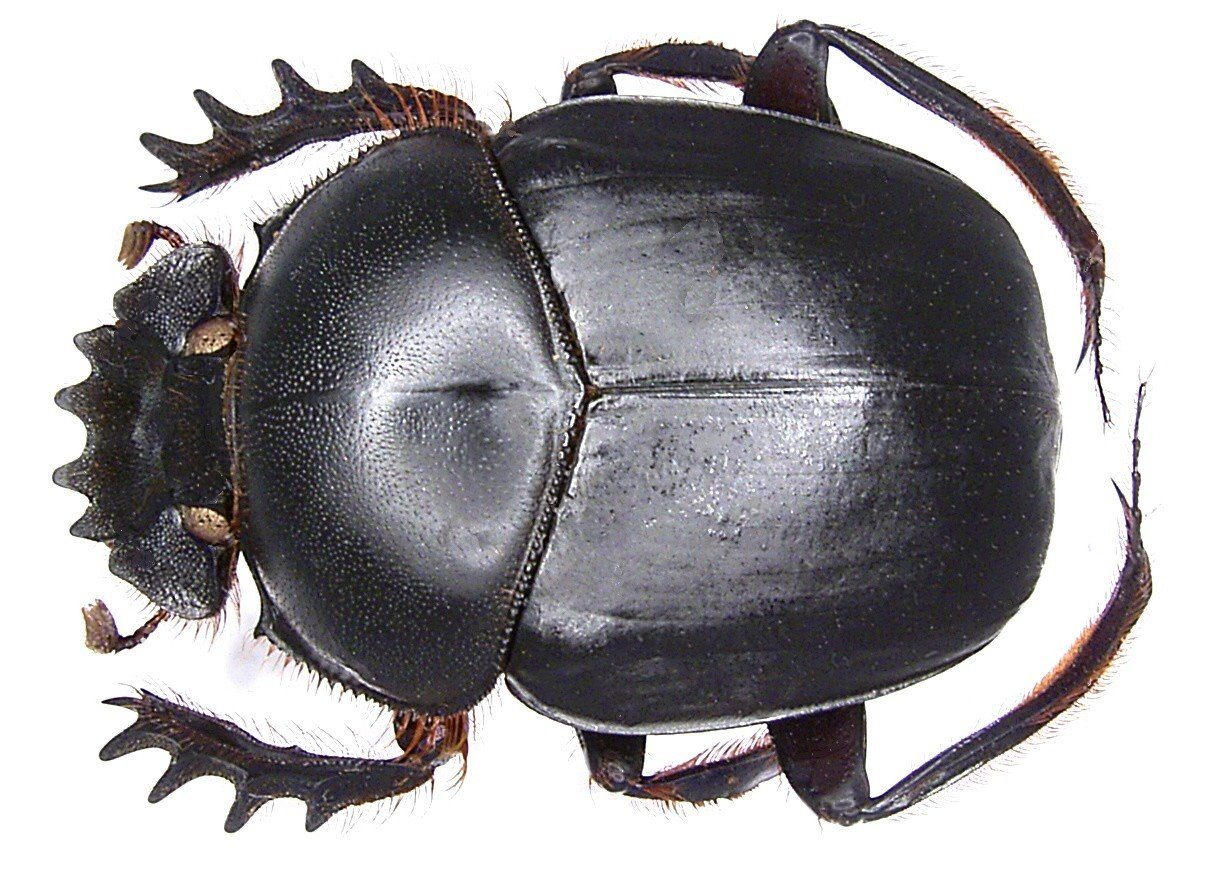
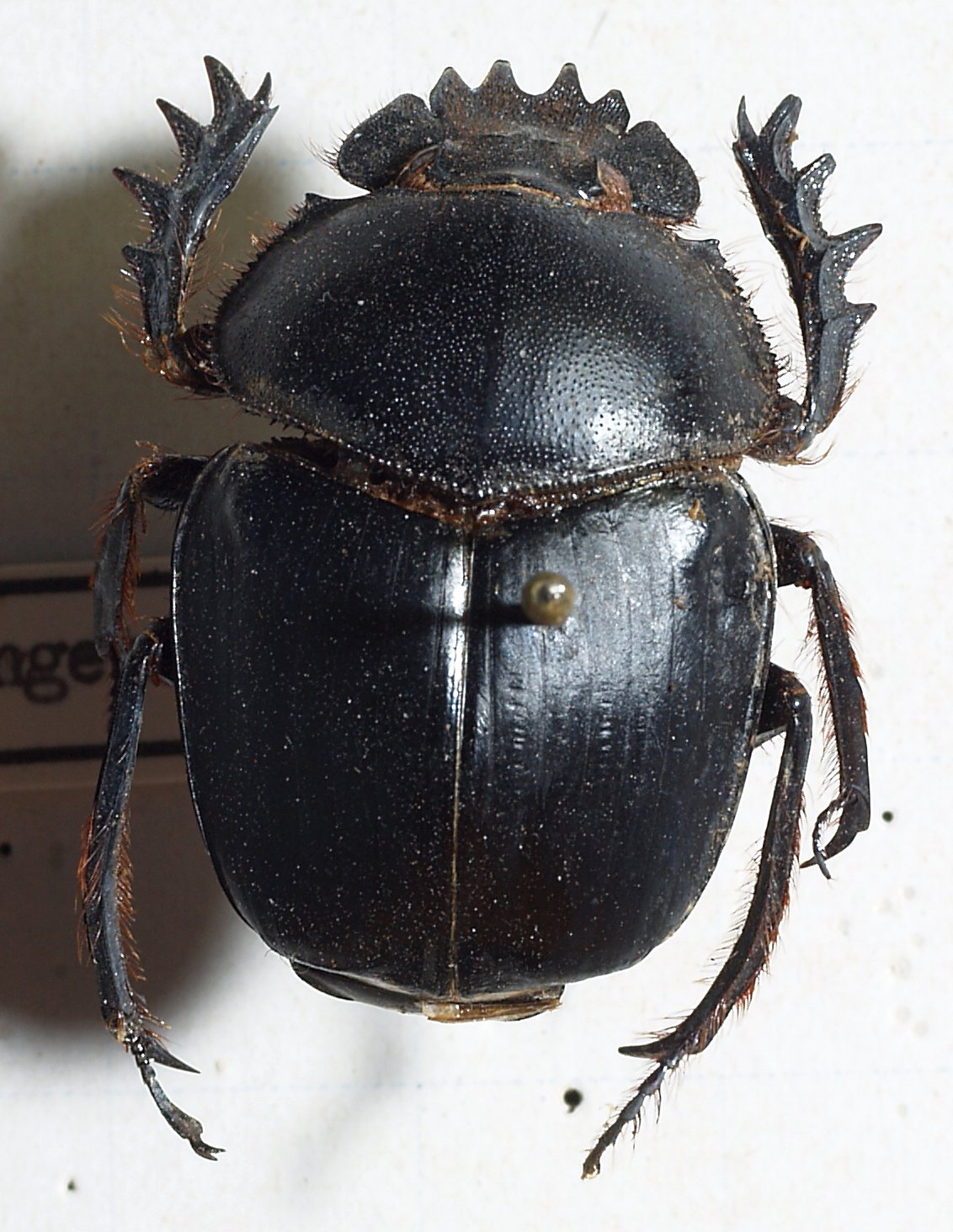